# Karl IX. (Frankreich)

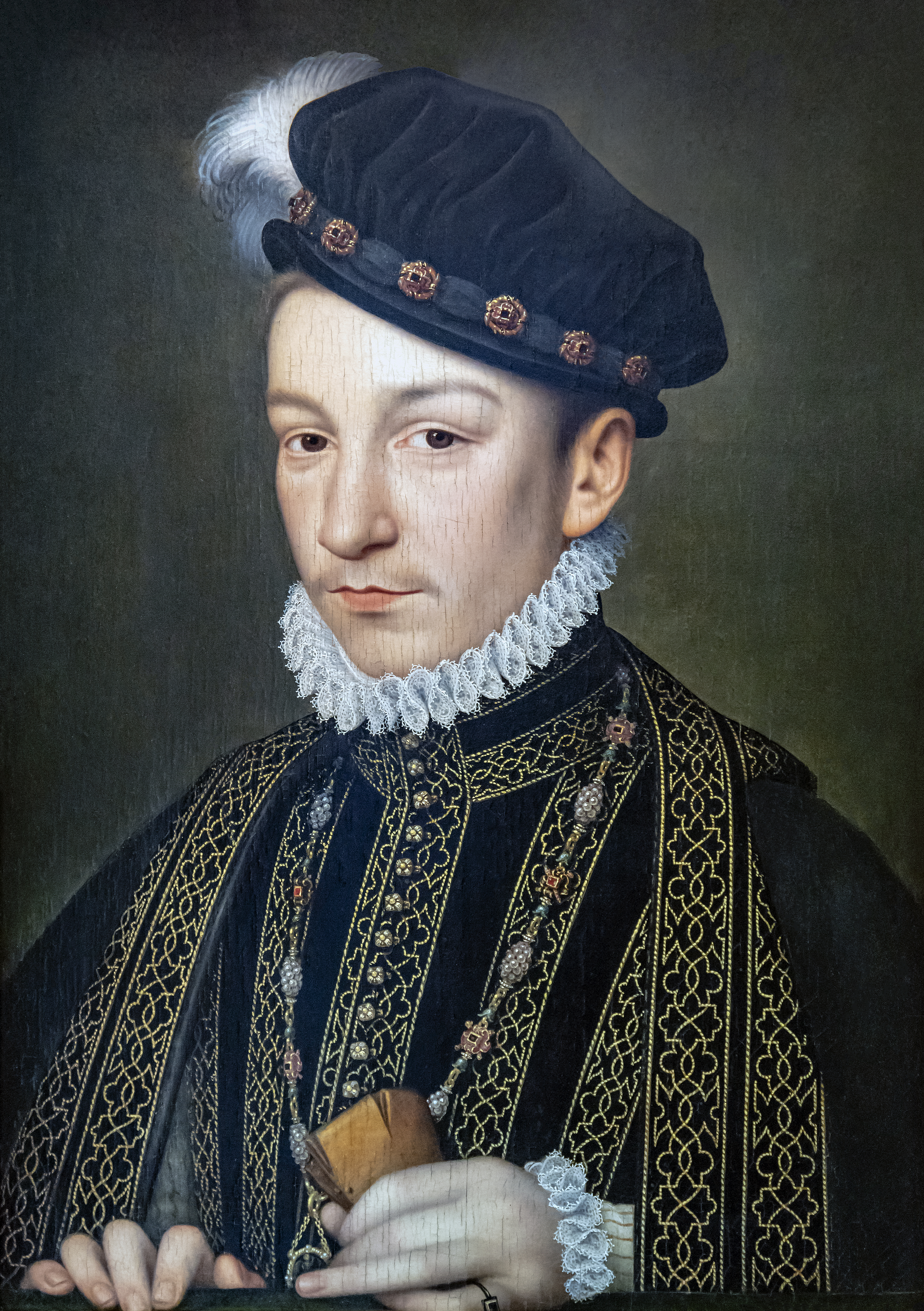
François Clouet, Karl IX. von Frankreich,

Karl IX. (französisch Charles IX; * 27. Juni 1550 in Saint-Germain-en-Laye; † 30. Mai 1574 im Schloss Vincennes), Herzog von Orleans vom 24. Oktober 1550 bis 5. Dezember 1560, war König von Frankreich vom 5. Dezember 1560 bis zu seinem Tod. Seine Regierungszeit war dominiert von Bürgerkriegen und dem berüchtigten Massaker an den französischen Protestanten in der Bartholomäusnacht.

## Jugend
Karl war der dritte Sohn von Heinrich II. von Frankreich aus dem Haus Valois-Angoulême und dessen Gemahlin Katharina von Medici. Er folgte seinem Bruder Franz II. am 5. Dezember 1560 auf dem Thron, zunächst unter der Vormundschaft seiner Mutter. Unter seinem älteren Bruder Franz II. hatte der katholische Herzog Franz I. von Guise die französische Politik dominiert, dessen Nichte Maria Stuart die Gattin des Königs war. Um die Macht der Guisen einzuschränken, stärkte die Königinmutter als Regentin die Macht der protestantischen Nebenlinie des Königshauses, der Bourbonen, der (nach den Valois selbst) höchstrangigen französischen Adelsdynastie. Katharina bereitete ein maßvolles religiöses Toleranzedikt vor. Franz von Guise reagierte darauf mit dem von ihm organisierten Blutbad von Vassy an den Hugenotten, das zum Ersten Hugenottenkrieg 1562–1563 führte. Im Edikt von Amboise (April 1563) gewährte der König den Hugenotten nichtöffentliche Religionsfreiheit außerhalb der Städte (und brach damit mit der repressiven Religionspolitik seiner Vorgänger).

## Zweiter und Dritter Hugenottenkrieg

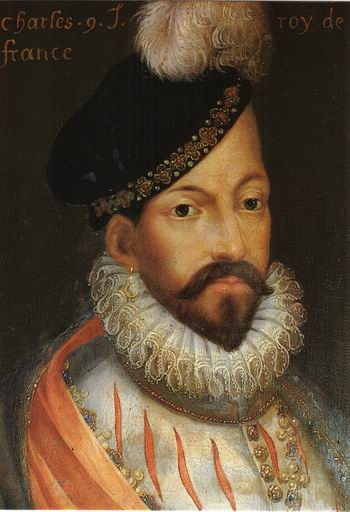
König Karl IX. von Frankreich

Im August 1563 ließ Katharina vom Parlement von Rouen ihren Sohn für volljährig erklären. In den folgenden Jahren (April 1564–Januar 1566) unternahm sie mit dem jungen König sowie einem Hofstaat von etwa 15.000 Personen eine fast zweijährige Reise durch Frankreich, die sie über die Loire in das Nachbarland Lothringen, dann auf der Rhone bis an die Mittelmeerküste, nach Bordeaux und ins Baskenland bis an die spanische Grenze, durch Südwestfrankreich und die Atlantikküste bis zurück an die Loire, nach Nantes, die Loire aufwärts bis ins Zentralmassiv und schließlich zurück nach Paris führte. Doch verfehlte sie ihr Ziel, Frankreich hinter ihrem Sohn zu einen. Ein dynastisches Treffen mit ihrer nach Spanien mit Philipp II. verheirateten Tochter Elisabeth von Valois traumatisierte die Hugenotten unter ihrem Heerführer Admiral de Coligny erneut.
Den Umtrieben des Kardinals Charles von Lothringen, Bruder des Franz I. von Guise, konnten Mutter und Sohn nicht erfolgreich entgegentreten. Die Hugenotten vermuteten ein anti-protestantisches Komplott und reagierten mit dem Zweiten Hugenottenkrieg 1567–1568, bei dem sie auch protestantische ausländische Truppen einsetzten. Als Ludwig von Nassau-Dillenburg sich aus den Niederlanden zurückgezogen hatte, fand er bei Karl IX. Zuflucht. Er versuchte Karl IX. zum Eingreifen in den Niederlanden zu bewegen; die Königinmutter unterband das. Nach dem Dritten Hugenottenkrieg 1568–1570 wurde im Frieden von St. Germain-en-Laye in etwa das Edikt von Amboise bestätigt.
Im Jahr 1570 heiratete Karl IX. Erzherzogin Elisabeth von Österreich. Der Ehe entsprang eine Tochter (Marie-Elisabeth, 1572–1578). Von seiner Mätresse, Marie Touchet, hatte er einen Sohn, Charles (1573–1650), Herzog von Angoulême.

## Bartholomäusnacht und Vierter Hugenottenkrieg

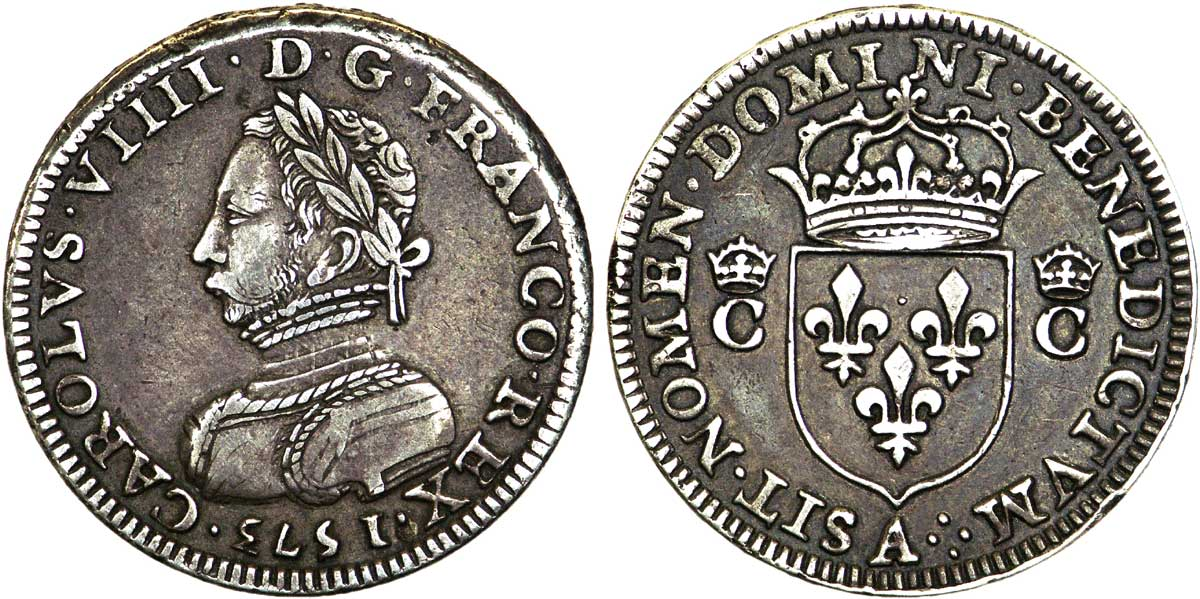
Karl IX.

Der protestantische Heerführer Gaspard II. de Coligny, seigneur de Châtillon, Graf von Coligny und Admiral von Frankreich,  propagierte eine Politik, die die Vereinigten Niederlande von der spanischen Herrschaft befreien, den Glaubensgenossen in den Niederlanden die Religionsfreiheit gewinnen und das spanisch-portugiesische Monopol auf Kolonien in Amerika brechen sollte. Er gewann für dieses Programm die Unterstützung des jungen Königs, der sich – charakterlich instabil und von schwächlicher Gesundheit – endlich von der Dominanz der Mutter lösen wollte. Auch eine Defensiv-Allianz mit England wurde ins Auge gefasst. Innenpolitisch wollte Admiral Coligny die Hugenotten als die Partei etablieren, die am konsequentesten die nationalen französischen Interessen vertrat. Die nationale Versöhnung sollte endgültig durch die Heirat zwischen Margarete von Valois (Margot), der Schwester des Königs, und dem 18-jährigen Heinrich von Navarra aus dem protestantischen Haus Bourbon, dem späteren Heinrich IV. von Frankreich, besiegelt werden.
Admiral de Coligny verkehrte mit dem König sehr intim, die Leitung der französischen Politik schien ihm zuzufallen. Dies alarmierte die Königinmutter, die ihren Einfluss auf den Sohn gefährdet sah. Während der Hochzeitsfeiern im August 1572 misslang ein Mordanschlag auf Coligny, den Katharina oder die Guisen in Auftrag gegeben hatten. Ihr Sohn besuchte de Coligny und versprach volle Aufklärung. Seine Mutter redete ihm jedoch ein, die Hugenotten planten einen Racheanschlag auf ihn, den König. Daraufhin ließ er in der Bartholomäusnacht die Führer der zur Hochzeit nach Paris geströmten Hugenotten – seinen Freund Coligny eingeschlossen – niedermetzeln. Die Massaker weiteten sich auch auf andere Städte aus, tausende Hugenotten verloren ihr Leben. Den für ihn tätigen Chirurgen Ambroise Paré, einen „Reformierten“, soll er in der Bartholomäusnacht gerettet haben.
Durch diese Dezimierung wurde die Partei der Hugenotten nicht – wie Katharina gehofft hatte – entscheidend geschwächt; im Gegenteil, der alte Hass zwischen Katholiken und Protestanten lebte wieder auf und löste neuerliche Feindseligkeiten aus.
Karl billigte die Tat öffentlich durch ein lit de justice. Aber die Blutorgie hinterließ bei dem jungen König für die verbleibenden zwei Jahre seines Lebens ein Trauma. Er wurde zunehmend depressiv und seine – ohnehin schon schwache – Gesundheit setzte der Tuberkulose keinen Widerstand mehr entgegen. Nach 13 Jahren Regentschaft starb er im Alter von 23 Jahren infolge  einer Rippenfellentzündung.
Er wurde in der Grablege der französischen Könige, der Kathedrale von Saint-Denis, beigesetzt. Bei der Plünderung der Königsgräber von Saint-Denis während der Französischen Revolution wurde sein Grab am 18. Oktober 1793 geöffnet und geplündert, seine Überreste wurden in einem Massengrab außerhalb der Kirche beerdigt. Während der Restauration nach 1815 wurden alle noch vorhandenen Überreste im Massengrab exhumiert. Da keine genaue Zuordnung zu den einzelnen Individuen mehr möglich war, wurden sie in einem gemeinsamen Ossarium in der Krypta der Kathedrale beigesetzt.

## Literarischer Nachlass
Karl IX. wird ein Gedicht zugeschrieben, dessen Autorschaft allerdings umstritten ist. Er richtet sich darin an Pierre de Ronsard, der unter anderem sein Hofdichter war. Conrad Ferdinand Meyer hat das Gedicht drei Jahrhunderte später in sinngemäßer Formulierung ins Deutsche übertragen.
| Autres vers du roy Charles IX A Ronsard «Ton esprit est, Ronsard, plus gaillard que le mien ; Mais mon corps est plus jeune et plus fort que le tien ; Par ainsi je conclus qu’en savoir tu me passe D’autant que mon printemps tes cheveux gris efface. L’art de faire des vers, dût-on s’en indigner, Doit être à plus haut prix que celui de régner. Tous deux également nous portons des couronnes Mais, roi, je la reçus ; poète, tu la donnes. Ton esprit enflammé d’une céleste ardeur Éclate par soi-même, et moi par ma grandeur. Si du côté des Dieux je cherche l’avantage, Ronsard est leur mignon et je suis leur image. Ta lyre, qui ravit par de si doux accords, Te soumet les esprits dont je n’ai que les corps ; Elle s’en rend le maître et te fait introduire Où le plus fier tyran n’a jamais eu d’empire, Elle amollit les coeurs et soumet la beauté : Je puis donner la mort, toi l’immortalité.» | Karl IX. an Ronsard „Ich bin der Herr und Meister Der Leiber, du der Geister, Dein ist die größre Macht; Du kannst mit deinem Singen In alle Seelen dringen Und ein Gemüt bezwingen. Das des Tyrannen lacht. Wir tragen Kronen beide. Geborgt ist mein Geschmeide Auf eine Lebensfrist; Des Königs kühnem Streben Kannst du das ew’ge Leben, Den grünen Lorbeer geben, Der unverwelklich ist.“ |

## Vorfahren
|  |                                                  |  |  |  |  |  |  |  |  |  |  |  |  |
|  | Charles de Valois Hzg. von Angoulême (1459–1496) |  |  |  |  |  |  |  |  |  |  |  |  |
|  |                                                  |  |  |  |  |  |  |  |  |  |  |  |  |
|  |                                                  |  |  |  |  |  |  |  |  |  |  |  |  |
|  | Franz I., Kg. von Frankreich (1494–1547)         |  |  |  |  |  |  |  |  |  |  |  |  |
|  |                                                  |  |  |  |  |  |  |  |  |  |  |  |  |
|  |                                                  |  |  |  |  |  |  |  |  |  |  |  |  |
|  | Luise von Savoyen (1476–1531)                    |  |  |  |  |  |  |  |  |  |  |  |  |
|  |                                                  |  |  |  |  |  |  |  |  |  |  |  |  |
|  |                                                  |  |  |  |  |  |  |  |  |  |  |  |  |
|  | Heinrich II. Kg. von Frankreich (1519–1559),     |  |  |  |  |  |  |  |  |  |  |  |  |
|  |                                                  |  |  |  |  |  |  |  |  |  |  |  |  |
|  |                                                  |  |  |  |  |  |  |  |  |  |  |  |  |
|  | Ludwig XII. Kg. von Frankreich (1462–1515)       |  |  |  |  |  |  |  |  |  |  |  |  |
|  |                                                  |  |  |  |  |  |  |  |  |  |  |  |  |
|  |                                                  |  |  |  |  |  |  |  |  |  |  |  |  |
|  | Claude de France (1499–1524)                     |  |  |  |  |  |  |  |  |  |  |  |  |
|  |                                                  |  |  |  |  |  |  |  |  |  |  |  |  |
|  |                                                  |  |  |  |  |  |  |  |  |  |  |  |  |
|  | Anne de Bretagne (1477–1514)                     |  |  |  |  |  |  |  |  |  |  |  |  |
|  |                                                  |  |  |  |  |  |  |  |  |  |  |  |  |
|  |                                                  |  |  |  |  |  |  |  |  |  |  |  |  |
|  | Karl IX. König von Frankreich                    |  |  |  |  |  |  |  |  |  |  |  |  |
|  |                                                  |  |  |  |  |  |  |  |  |  |  |  |  |
|  |                                                  |  |  |  |  |  |  |  |  |  |  |  |  |
|  | Piero di Lorenzo de’ Medici (1472–1503)          |  |  |  |  |  |  |  |  |  |  |  |  |
|  |                                                  |  |  |  |  |  |  |  |  |  |  |  |  |
|  |                                                  |  |  |  |  |  |  |  |  |  |  |  |  |
|  | Lorenzo di Piero de’ Medici (1492–1519)          |  |  |  |  |  |  |  |  |  |  |  |  |
|  |                                                  |  |  |  |  |  |  |  |  |  |  |  |  |
|  |                                                  |  |  |  |  |  |  |  |  |  |  |  |  |
|  | Alfonsina Orsini (1472–1520)                     |  |  |  |  |  |  |  |  |  |  |  |  |
|  |                                                  |  |  |  |  |  |  |  |  |  |  |  |  |
|  |                                                  |  |  |  |  |  |  |  |  |  |  |  |  |
|  | Caterina de’ Medici (1519–1589)                  |  |  |  |  |  |  |  |  |  |  |  |  |
|  |                                                  |  |  |  |  |  |  |  |  |  |  |  |  |
|  |                                                  |  |  |  |  |  |  |  |  |  |  |  |  |
|  | Jean III. d’Auvergne (gest. 1501)                |  |  |  |  |  |  |  |  |  |  |  |  |
|  |                                                  |  |  |  |  |  |  |  |  |  |  |  |  |
|  |                                                  |  |  |  |  |  |  |  |  |  |  |  |  |
|  | Madeleine de la Tour d’Auvergne (1495–1519)      |  |  |  |  |  |  |  |  |  |  |  |  |
|  |                                                  |  |  |  |  |  |  |  |  |  |  |  |  |
|  |                                                  |  |  |  |  |  |  |  |  |  |  |  |  |
|  | Jeanne de Bourbon-Vendôme                        |  |  |  |  |  |  |  |  |  |  |  |  |
|  |                                                  |  |  |  |  |  |  |  |  |  |  |  |  |
|  |                                                  |  |  |  |  |  |  |  |  |  |  |  |  |

## Nachkommen
Mit Elisabeth von Österreich:
- Marie-Elisabeth (1572–1578)

Mit Marie Touchet:
- Charles, Herzog von Angoulême (1573–1650)

## Thronfolge
Karl IX. war seit 1570 mit Elisabeth von Österreich, einer Tochter Maximilians II., verheiratet, aber der Ehe entsprang kein Sohn.
Also folgte ihm nach seinem frühen Tod 1574 sein Bruder Heinrich III., der die französische Krone der polnischen Krone vorzog.